# World Doctors Orchestra
Het World Doctors Orchestra is een orkest opgericht door de arts Stefan Willich in de Charité (Berlijn) in 2007 en bestaat alleen uit artsen. Als non-profitorganisatie heeft het orkest zich ten doel gesteld om muziek te verbinden met wereldwijde sociale en medische verantwoordelijkheid.
Het eerste concert met 80 artsen van over de hele wereld vond plaats in de kamermuziekzaal van de Berliner Philharmoniker in mei 2008.
Met de opbrengst van de concerten van zo’n 100 artsen van over de hele wereld die meestal op eigen kosten reizen, worden niet alleen medische, maar ook sociale en culturele projecten ondersteund.
Zo werd onder andere de Israëlische medische organisatie Save a Child's Heart gesteund door de concerten in Jeruzalem en Tel Aviv in februari 2019. De opbrengst van het concert van januari 2022 in Anguilla werd gedoneerd aan muziekprojecten in scholen op het eiland, dat in 2017 zwaar werd getroffen door orkaan Irma, op voorstel van de lokale overheid en muzikant Emily Bear. De WDO was het eerste westerse orkest dat op het eiland speelde.
De laatste concerten tot dusver in Duitsland vonden begin november 2021 samen met het Army Music Corps Koblenz in Frankfurt am Main en Koblenz plaats. Hun laatste concerten in Dortmund/Bonn - Londen - Frankfurt/Koblenz brachten 250.000 euro op. Bij de concerten in Londen had Dame Evilyn Gleenie met het orkest opgetreden.
Zinds 2008 zijn er meer dan 30 concerten over de hele wereld geweest, die ook in de pers wereldwijd goed zijn ontvangen. Dirigent Zubin Mehta is erelid van de Board of Trustees.
Begin juni 2022 treedt het orkest samen met violist Jeroen Dupont op in Amsterdam en Enschede.